# José Serebrier
José Serebrier (født 3 december 1938 i Montevideo, Uruguay) er en uruguayansk dirigent og komponist.
Serebrier fik tidligt et stipendium, som bragte ham til USA, hvor han studerede hos Vittorio Giannini og Aaron Copland.
Han skrev sin første symfoni som 17 årig, som blev uropført af Leopold Stokowski.
Hans dirigent debut, var med American Symphony Orchestra i Carnegie Hall i 1965, hvor han dirigerede Charles Ives 4 symfoni.
Serebrier har skrevet 4 Symfonier,orkesterværker, sonater og filmmusik. Han er i dag en højt anset international dirigent, som har dirigeret mange af Verdens fornemste symfoniorkestre.[kilde mangler]

## Udvalg af værker
- Symfoni nr. 1 (1956) (I en sats) - for orkester
- Symfoni nr. 2 "Partita"(1958) - for orkester
- Symfoni nr. 3 "Mystisk Symfoni" (2002) - for sopran og strygeorkester
- Symfoni nr. 4 "Percussion" (1964) - for 5 slagtøjsspillere
- Elegi (1952) - for strygeorkester
- Violin sonate (1948) - for soloviolin
- "Elegant digt" (1958) – for orkester
- "Seis for tv" (1973) - tv-serie
- "Dorothy og Carmine" (1991) – for fløjte og strygeorkester